# Santiago de Surco
Santiago de Surco, conegut simplement com a Surco, és un districte de la Província de Lima, Perú. Fa frontera al nord amb el districte de Ate Vitarte; al sud per Oceà Pacific; a l'est per La Molina, Villa María del Triunfo, Villa el Salvador i San Juan de Miraflores; i a l'oest per San Borja, Miraflores, Surquillo, Barranco i Chorrillos.
A causa de la seva àrea relativament gran, és un districte molt heterogeni, pertanyent els seus habitants a tots els nivells socials.
La part del nord de Surco, que és a la vora de San Borja i La Molina, es coneix com a Monterrico i Chacarilla i és considerablement més desenvolupada que el sud del districte, tenint més classe alta i els quatre grans centres comercials del districte.

## Cultura
Algunes de les universitats més exclusives i prestigioses de Lima estan situades a Surco, incloent-hi la Universitat de Lima, la Universidad Ricardo Palma, i la Universidad Peruana de Ciencias Aplicadas.

## Transport
Les avingudes més important de Lima travessen de Surco, incloent-hi les avingudes del Sud, que connecten els districtes amb Lima, San Isidro, i Miraflores.

## Història
L'àrea de Santiago de Surco estava poblada abans de l'època inca. Durant el Virregnat del Perú, Surco es va convertir en un lloc de vacances per rics. En aquells temps, Surco comprenia no solament el seu territori actual sinó també l'àrea d'actual Barranco, i Chorrillos.
A causa dels desacords del monarca espanyol Carlos III amb l'orde dels jesuïtes, van ser expulsats el 1767 de tots els territoris espanyols i les seves propietats van ser confiscades. Així aquest lloc es va abandonar; després, es va vendre en una subhasta, sent llavors anomenat San Juan Grande.
Durant la Guerra del Pacífic, els soldats xilens van saquejar i cremar els voltants de l'església de San Juan Grande. Aquesta església havia estat construïda pels jesuïtes el 1752, utilitzant només adob, canyes, pedres i fusta.
Al pati que divideix l'església de la propietat de casa hi havia un pi immens de més de 300 anys però va caure partir el gener de 2001, era el testimoni mut de la proesa d'un nen que es va convertir en heroi a l'edat de 13 anys durant la batalla de Miraflores.
El districte de Santiago de Surco va ser creat per la Llei 6644 el 16 de desembre de 1929.

## Agermanaments
- Gastonia, Carolina del Nord, Estats Units